# Gongylidium
Genre
Gongylidium est un genre d'araignées aranéomorphes de la famille des Linyphiidae.

## Distribution
Les espèces de ce genre se rencontrent en écozone paléarctique.

## Liste des espèces
Selon World Spider Catalog (version 26, 18/02/2025) :
- Gongylidium baltoroi Caporiacco, 1935
- Gongylidium bifurcatum Irfan, Zhang & Peng, 2022
- Gongylidium dawolongense Irfan, Zhang & Peng, 2025
- Gongylidium demersum Irfan, Zhang & Peng, 2025
- Gongylidium manibus Irfan, Zhang & Peng, 2022
- Gongylidium minutum Irfan, Zhang & Peng, 2025
- Gongylidium rufipes (Linnaeus, 1758)
- Gongylidium soror Thaler, 1993
- Gongylidium uncatum Irfan, Zhang & Peng, 2025

## Systématique et taxinomie
Ce genre a été décrit par Menge en 1868.

## Publication originale
- Menge, 1868 : « Preussische Spinnen. Abteilung II. » Schriften der Naturforschenden Gesellschaft in Danzig, vol. 2, p. 153-218.